# Hawks & Doves
Hawks & Doves je desáté studiové album kanadského hudebníka Neila Younga, vydané v listopadu 1980 u vydavatelství Reprise Records a Warner Bros. Records. První strana původního LP („Doves“) byla nahrána v letech 1974–1976 a druhá („Hawks“) pak až v roce 1980.

## Seznam skladeb
Autorem všech skladeb je Neil Young.
| Strana 1: Doves | Strana 1: Doves   | Strana 1: Doves |
| Pořadí          | Název             | Délka           |
| --------------- | ----------------- | --------------- |
| 1.              | Little Wing       | 2:10            |
| 2.              | The Old Homestead | 7:38            |
| 3.              | Lost in Space     | 4:13            |
| 4.              | Captain Kennedy   | 2:50            |

| Strana 2: Hawks | Strana 2: Hawks            | Strana 2: Hawks |
| Pořadí          | Název                      | Délka           |
| --------------- | -------------------------- | --------------- |
| 5.              | Stayin' Power              | 2:17            |
| 6.              | Coastline                  | 2:24            |
| 7.              | Union Man                  | 2:08            |
| 8.              | Comin' Apart at Every Nail | 2:33            |
| 9.              | Hawks & Doves              | 3:27            |

## Obsazení
- Neil Young – kytara, harmonika, klavír, zpěv
- Greg Thomas – bicí
- Dennis Belfield – baskytara
- Ben Keith – steel kytara, dobro, doprovodné vokály
- Rufus Thibodeaux – housle
- Ann Hillary O'Brien – doprovodné vokály
- Levon Helm – bicí v „The Old Homestead“
- Tim Drummond – baskytara v „The Old Homestead“
- Tom Scribner – pila v „The Old Homestead“